# Adelaide International 2020 - Qualificazioni singolare maschile
Le qualificazioni del singolare dell'Adelaide International 2020 sono state un torneo di tennis preliminare per accedere alla fase finale della manifestazione. I vincitori dell'ultimo turno sono entrati di diritto nel tabellone principale. In caso di ritiro di uno o più giocatori aventi diritto a questi sono subentrati i lucky loser, ossia i giocatori che hanno perso nell'ultimo turno ma che avevano una classifica più alta rispetto agli altri partecipanti che avevano comunque perso nel turno finale.

## Teste di serie
1. Andreas Seppi (ritirato)
2. Federico Delbonis (qualificato)
3. Nicolás Jarry (ultimo turno)
4. Grégoire Barrère (qualificato)

1. Jaume Munar (ultimo turno, lucky loser)
2. Tommy Paul (qualificato)
3. Salvatore Caruso (ultimo turno, lucky loser)
4. Lloyd Harris (qualificato)

## Qualificati
1. Federico Delbonis
2. Grégoire Barrère

1. Tommy Paul
2. Lloyd Harris

### Lucky loser
1. Jaume Munar
2. Salvatore Caruso

1. Stéphane Robert

## Tabellone

### Legenda
| - Q = Qualificato - WC = Wild card - LL = Lucky loser | - ALT = Alternate - SE = Special Exempt - PR = Protected Ranking | - w/o = Walkover - r = Ritirato - d = Squalificato |

### Sezione 1
|  | Primo turno | Primo turno | Primo turno | Primo turno | Primo turno |  |  | Ultimo turno | Ultimo turno | Ultimo turno | Ultimo turno | Ultimo turno |  |
|  |             |             |             |             |             |  |  |              |              |              |              |              |  |
|  | ALT         | S Robert    | S Robert    | 6           | 6           |  |  |              |              |              |              |              |  |
|  |             | B Mousley   | B Mousley   | 4           | 0           |  |  | ALT          | S Robert     | S Robert     | 5            | 4            |  |
|  | ALT         | M Haliak    | M Haliak    | 0           | 3           |  |  | 8            | L Harris     | L Harris     | 7            | 6            |  |
|  | 8           | L Harris    | L Harris    | 6           | 6           |  |  |              |              |              |              |              |  |

### Sezione 2
|  | Primo turno | Primo turno | Primo turno | Primo turno | Primo turno |  |  | Ultimo turno | Ultimo turno | Ultimo turno | Ultimo turno | Ultimo turno |  |
|  |             |             |             |             |             |  |  |              |              |              |              |              |  |
|  | 2           | F Delbonis  | F Delbonis  | 6           | 6           |  |  |              |              |              |              |              |  |
|  | WC          | E Winter    | E Winter    | 0           | 2           |  |  | 2            | F Delbonis   | F Delbonis   | 7            | 7            |  |
|  |             | M Polmans   | 6           | 5           | 3           |  |  | 7            | S Caruso     | S Caruso     | 6(4)         | 6(7)         |  |
|  | 7           | S Caruso    | 4           | 7           | 6           |  |  |              |              |              |              |              |  |

### Sezione 3
|  | Primo turno | Primo turno | Primo turno | Primo turno | Primo turno |  |  | Ultimo turno | Ultimo turno | Ultimo turno | Ultimo turno | Ultimo turno |  |
|  |             |             |             |             |             |  |  |              |              |              |              |              |  |
|  | 3           | N Jarry     | N Jarry     | 6           | 6           |  |  |              |              |              |              |              |  |
|  |             | JP Smith    | JP Smith    | 3           | 3           |  |  | 3            | N Jarry      | N Jarry      | 3            | 2            |  |
|  |             | MC Romios   | MC Romios   | 2           | 2           |  |  | 6            | T Paul       | T Paul       | 6            | 6            |  |
|  | 6           | T Paul      | T Paul      | 6           | 6           |  |  |              |              |              |              |              |  |

### Sezione 4
|  | Primo turno | Primo turno | Primo turno | Primo turno | Primo turno |  |  | Ultimo turno | Ultimo turno | Ultimo turno | Ultimo turno | Ultimo turno |  |
|  |             |             |             |             |             |  |  |              |              |              |              |              |  |
|  | 4           | G Barrère   | G Barrère   | 6           | 6           |  |  |              |              |              |              |              |  |
|  |             | A Harris    | A Harris    | 1           | 3           |  |  | 4            | G Barrère    | 6(5)         | 6            | 6            |  |
|  |             | TJ Fancutt  | TJ Fancutt  | 3           | 3           |  |  | 5            | J Munar      | 7            | 4            | 4            |  |
|  | 5           | J Munar     | J Munar     | 6           | 6           |  |  |              |              |              |              |              |  |